# 3942 Churivannia
3942 Churivannia (1977 RH7) là một tiểu hành tinh vành đai chính được phát hiện ngày 11 tháng 9 năm 1977 bởi Chernykh, N. ở Nauchnyj.